# Excoecaria benthamiana
Excoecaria benthamiana là một loài thực vật thuộc họ Euphorbiaceae. Đây là loài đặc hữu của Seychelles.